# Kemonozume
Kemonozume (яп. ケモノヅメ кэмонодзумэ, Когти Зверя) — японский аниме-сериал, созданный студией Madhouse, впервые транслировался по японскому телеканалу WOWOW с 6 августа по 5 ноября 2006 года. Всего было выпущено 13 серий аниме.

## Мир
В древние времена люди приносили человеческие жертвы богам, но однажды обряд был нарушен, когда очередную жертву спас её возлюбленный. Разъярённые боги наслали проклятья на пару и они превратились в сёкудзинки — пожирателей плоти, и отныне их потомки тоже могли превращаться в монстров. Для уничтожения монстров была создана особая школа фехтования Кифукэн. Однако не так-то просто выследить монстра, так как он обычно ходит в облике человека, но превращается, если слишком сильно возбудится.

## Сюжет
Главный герой по имени Тосихико посвятил свою жизнь уничтожению сёкудзинки и однажды на морском берегу он встречает красивую светловолосую девушку. После этого идёт череда печальных событий для юноши: он влюбляется в неё, но его отец умирает от рук той самой девушки, которая оказывается монстром.

## Персонажи

### Главные герои
Тосихико Момота (яп. 桃田 俊彦) - Профессиональный фехтовальщик, а также наследник школы Кификэн. Несмотря на свою преданность, он отказывается от своей задачи и сбегает с Юки, которая является сёкудзинки.
Сэйю: Хидэнобу Киути
Юка Камицуки (яп. 上月 由香) - Девушка-сёкудзинки, её точные мотивы не ясны. Она, вероятно, влюбилась в Тосихико и бежала из своей прошлой жизни.
Сэйю: Хэкиру Сиина

### Школа Кифукэн
Риэ Какиноки (яп. 柿の木 利江) - Член школы Кифукэн. Будучи ребёнком, была помолвлена с Тосихико и всё ещё питает чувства к нему.
Сэйю: Сино Какинума
Дзюдзо Момота (яп. 桃田 十蔵) - Лидер школы Кифукэн. Он является отцом Тосихико и Кадзумы. Решил принести в жертву Харуми, чтобы избавить школу от учеников-изгоев. В результате был убит Юкой в форме Сёкудзинки.
Сэйю: Дзюн Хадзуми

### Второстепенные персонажи
Харуми Камицуки (яп. 上月 春美) - Бывшая любовь Дзюдзо и мать Юки и Кадзумы. Хотя она и сёкудзики, она всегда могла сохранять человеческую форму. Она отдала свою жизнь ради сохранения школы по собственной воле.
Сэйю: Рэй Сакума
Кадзума Момота (яп. 桃田 一馬) - Младший сводный брат Тосихико. После смерти отца он берёт на себя управление школы Кифукэн. Главной целью Кадзумы является полное уничтожение сёкудзинки и для этого он лично разработал супер-костюм. Позже он узнаёт, что сам является сёкудзинки по материнской линии.
Сэйю: Хироюки Ёсино

### Антагонисты
Кютаро Оба (яп. 大葉 久太郎) - Член школы Кифукэн. Позже возглавил школьную администрацию. Играет сначала незначительную роль, но позже становится главным антагонистом.
Сэйю: Кэндзи Уцуми

## Медия

### Аниме
Производством занимались две студии Madhouse и Studio Easter под руководством режиссёра Юаса Масааки, по сценарию Минаками Сэйси, Вакабаяси Кандзи, Накамура Кэндзи, Такахаси Ацуси, Огуро Юйтиро, Симидзу Хироси, Фрогмен, Рё Оно. За дизайн персонажей отвечает аниматор  Ито Нобутакэ. Премьера аниме-сериала состоялась на японском телеканале WOWOW, с 6 августа 2006 года по 5 ноября 2006 года.

#### Список серий
| 01 | First Taste «Hajimete no Aji» (初めての味)                                                         | 2006-08-05 |
| Тосихико живёт для одной цели, выследить и уничтожить Сёкудзинки, пока он не встречает Юку.                                                                                               | |            |
| 02 | Hard Farewells «Shinsan no Ketsubetsu» (辛酸の決別)                                                | 2006-08-12 |
| Отец Тосихико умирает, он же узнаёт и настоящую природу Юки. | |            |
| 03 | Salty New Moon Night «Shoppai Shingetsu no Yoru» (しょっぱい新月の夜)                              | 2006-08-19 |
| Тосихико сбегает с Юки, и они скрываются в далеком особняке. | |            |
| 04 | Bitterness of the Past «Kako no Nigami» (過去の苦み)                                               | 2006-08-26 |
| История раскрывает, как и почему отец Тосико стал лидером Кифукэн, а также его развитие отношений с матерью Юки.                                                                          | |            |
| 05 | Woman's Hidden Flavour «Onna no Kakushi Aji» (女の隠し味)                                          | 2006-09-09 |
| Куютаро предоставляет план по переоформлению организации Кифукэн. Выясняется, что один из членов организации как-то связан с Сёкудзинки.                                                  | |            |
| 06 | Spicy Hot Birthday «Karakuchi Birthday» (辛口バースディ)                                           | 2006-09-16 |
| Юка празднует свой день рождения с Тосихико, и пробует на нём одно из секретных технологических приёмов, Тосихико падает парализованным в то время, когда на них нападает преследователь. | |            |
| 07 | The Sweet Fragrance of Rie «Rie no Amai Kaori» (利江の甘い香り)                                    | 2006-09-23 |
| Риэ обнаруживает убежище Тосихико и пытается вернуть его домой. Юка тем временем становится на удивление откровенной.                                                                     | |            |
| 08 | Detention Tastes Like Iron «Kankin wa Tetsu no Aji» (監禁は鉄の味)                                 | 2006-09-30 |
| Тосихико захвачен и подвергнут пыткам группой Сёкудзинки под командованием бывшего любовника Юки. Но вскоре Кифукэн обнаруживает место нападения и штурмуют его.                          | |            |
| 09 | Sweet Dreams «Amai Yume» (甘い夢)                                                                  | 2006-10-07 |
| Тосихико и Юка принимают участие в экскурсии со старой парой и пытаются разобраться в своих чувствах.                                                                                     | |            |
| 10 | The Misfortunes of Others Are the Taste of Honey «Hito no Fukō wa Mitsu no Aji» (人の不幸は密の味) | 2006-10-14 |
| Когда Кютаро Оба реализует свой план, он открывает своё истинное лицо. | |            |
| 11 | The Rain Was Bitter «Sono Ame wa Nigakatta» (その雨は苦かった)                                     | 2006-10-21 |
| Оба превращает Риэ в Сёкудзинки и заставляет бороться её против Юки. Между тем Кадзума узнаёт правду о своём происхождении.                                                               | |            |
| 12 | Coffee-Flavoured Millet Dumplings «Kōhī Aji no Kibidango» (珈琲味のキビ団子)                       | 2006-10-28 |
| В то время как Тосихико пытается убедить отца Ри присоединиться к его борьбе против Обы, Кадзума начинает бороться сам с собой.                                                           | |            |
| 13 | Taste Has Nothing to Do with It «Aji wa Kankei Nai» (味は関係ない)                                 | 2006-11-05 |
| Тосихико и его союзники борются, чтобы остановить планы Обы. | |            |

### Музыка
За музыкальное сопровождение отвечали композиторы Вакакуса Кэй, Муто Сёхэй, Тамура Кёко
Открывающая тема:
«Auvers Blue» исполняли: Katteni-Shiyagare
Закрывающая тема:
«Suki» исполнял: Santara

## Критика
Аниме попало в список произведений с наиболее удивительной графикой по версии ANN. Изображение в нем можно сравнить с работой Production I.G в «Убить Билла», и оно вполне может понравиться фанатам Adult swim.